# با من بمان (فیلم)
با من بمان (ایتالیایی: Stai con me) یک فیلم عاشقانه ایتالیایی به کارگردانی لیویا جامپالمو است که در سال ۲۰۰۴ منتشر شد.

## بازیگران
- جوانا متزوجورنو
- آدریانو جانینی
- کلاودیو جوئه
- پائولو بریگویا